# Jock Simpson
John « Jock » Simpson, né le 25 décembre 1886 à Pendleton en Angleterre et mort le 4 janvier 1959, est un footballeur professionnel anglo-écossais des années 1910 - 1920. Il jouait ailier droit.

## Biographie
Né à Pendleton dans le Lancashire, il a déménagé plusieurs fois dans ses premières années, suivant les emplois de ses parents. La famille se fixe ensuite à Laurieston un quartier proche de Falkirk, où Simpson passe son enfance.
Jock Simpson commence sa carrière footballistique dans les équipes de jeunes locales, les Laurieston Villa et Grange Rovers où il commence à attirer l’attention des équipes professionnelles.
Après un essai infructueux aux Rangers FC, il signe en 1905 avec le club de Falkirk FC. Il fait ses débuts lors des traditionnels matchs amicaux de fin de saison.
Pendant les cinq années suivantes, Simpson marque 102 buts en championnat et 8 en Coupe d’Écosse pour Falkirk. Il est alors perçu comme un des meilleurs ailiers droits d’Écosse. Sa carrière internationale est entravée par la règle établie par la fédération d'Écosse de football qui veut qu’aucun joueur né à l’extérieur de l’Écosse ne puisse être sélectionné en équipe nationale. Dans le même temps il ne peut être sélectionné pour l’Angleterre car la fédération anglaise ne sélectionne pas les joueurs qui jouent hors d’Angleterre.
Jock Simpson est le meilleur buteur du Championnat d'Écosse de football 1909-1910 avec 24 buts marqués en 34 matchs.
En 1910 Simpson signe dans le club anglais de Blackburn Rovers. Dans la semaine qui précède son transfert, il est sélectionné pour jouer un match amical pour l’équipe d’Angleterre, devenant ainsi le premier footballeur jouant en Écosse à être sélectionné en équipe nationale anglaise. Il gagnera au total huit sélections avec l’Angleterre.
Pendant la Première Guerre mondiale il retourne jouer dans son premier club car le championnat écossais n’est pas interrompu par la guerre contrairement aux championnats anglais et nord-irlandais. De 1916-1917 à 1918-1919 il marque 12 buts. Après la guerre il retourne à Blackburn où il joue jusqu’en 1922. Cette deuxième période anglaise est largement troublée par une blessure à une jambe.
Jock Simpson retourne vivre en Écosse et tente un retour dans le football pour le club de Falkirk. Mais sa carrière professionnelle est terminée. Il joue pour un club amateur de Falkirk.
Pour sa reconversion, il devient le gérant d’un pub, le Horse Shoe Inn dans High Street à Falkirk.
Simpson est mort le 4 janvier 1959.

## Palmarès
Falkirk FC
- Vice-champion du Championnat d'Écosse de football (2) :
  - 1908 & 1910.
- Meilleur buteur du Championnat d'Écosse de football (1) :
  - 1908: 32 buts & 1910: 24 buts.

Blackburn Rovers FC
- Champion du Championnat d'Angleterre de football (2) :
  - 1912 & 1914.